# Lake Petrarch
Der Lake Petrarch ist ein See im Westen des australischen Bundesstaates Tasmanien.
Er liegt an den Westhängen des Mount Olympus im Südostteil des Cradle-Mountain-Lake-St.-Clair-Nationalparks. Der Cuvier River durchfließt ihn.